# Hamed Haddadi
Hamed Haddadi (* 19. Mai 1985 in Ahvaz; persisch حامد حدادی) ist ein iranischer Basketballspieler und Teilnehmer an den Olympischen Sommerspielen 2008 in Peking und den Olympischen Sommerspielen 2021 in Tokio.
In der Saison 2007/2008 spielte er als professioneller Basketballer auf der Position des Center für Saba Battery Teheran Basketball Club in der iranischen Basketball-Super League. Er war einer der Schlüsselspieler beim Gewinn der FIBA-Asienmeisterschaft 2007 in Tokushima und neben Samad Nikkhah Bahrami der erfolgreichste iranische Spieler in Peking 2008.
Hamed Haddadi hatte vor den Spielen in Peking einige Angebote von NBA-Teams erhalten. Am 28. August 2008 unterschrieb er als so genannter Free Agent einen Mehrjahresvertrag bei den Grizzlies aus Memphis. Er war somit der erste professionelle iranische Basketballer in der NBA.
Auch ein europäisches Spitzenteam, der KK Partizan Belgrad, wollte ihn verpflichten, aber Haddadi lehnte das Angebot ab und entschied sich für die NBA.
Am 21. Februar 2013 wurde Haddadi von den Grizzlies zu den Phoenix Suns getradet. Im Gegenzug ging Sebastian Telfair nach Memphis. Nach einigen Monaten lösten sie den Vertrag.
Haddadi wechselte daraufhin in seine iranische Heimat und spielte seitdem abwechselnd im Iran und in China.
Haddadi war Mitglied der iranischen Nationalmannschaft, die bei der Basketball-Weltmeisterschaft 2014 in der Vorrunde ausschied. Mit 11,4 Rebounds pro Partie war er zweitbester Rebounder des gesamten Turniers. Er war außerdem MVP der Asien-Meisterschaften 2007, 2009, sowie 2013.

## Erfolge
- 2004 Iranischer Vizemeister
- 2006 Asienspiele in Doha (Bronze)
- 2008 Iranischer Vizemeister
- 2008 WABA Klubmeisterschaften - Finalist
- 2008 Asiatischer Klubmeister
- 2008 Asia-Basket.com: All-Asian Club Championships Honorable Mention
- 2008 Asia-Basket.com: Asian Club Championships All-Asian Players Team
- 2 mal CBA-All-Star (2014, 2016)
- CBA-Finals MVP (2016)
- Asienmeister (2007, 2009 und 2013)
- MVP der Asienmeisterschaften (2007, 2009 und 2013)